# Cyparium earlyi
Cyparium earlyi (лат.) — вид жуков-челновидок (Scaphidiinae) рода Cyparium из семейства жуков-стафилинид. Новая Зеландия.

## Описание
Мелкие жесткокрылые, длина тела 2,45 мм. Основная окраска равномерно красно-коричневая, за исключением светло-желтой или желто-красной гипомеры, эпиплевры, краев переднеспинки и брюшка, ротового аппарата, усиков и ног. От близких видов отличаются следующими признаками: форма тела удлиненная; дорсальные поверхности грубо пунктированы; антенны широко расставлены; лобный гребень отсутствует. Переднегрудь хорошо развита, медиальный киль отсутствует. Две первичные щетинки есть на брюшном вентрите 1; щетинки на вентритах закручены. Диск надкрылий без точечных рядов. Длина самого длинного шипа передней голени примерно равна 1/2 ширины голени.  Надкрылья покрывают все сегменты брюшка, кроме нескольких последних. Формула члеников лапок: 5—5—5. Предположительно, как и близкие виды, микофаги. Вид был впервые описан в 2003 году швейцарским колеоптерологом Иваном Лёблом (Ivan von Löbl) и новозеландским энтомологом Richard A. B. Leschen и назван в честь John Early, коллектора типовой серии.